# Statilia maculata maculata
Statilia maculata maculata es una especie de mantis de la familia Mantidae.

## Distribución geográfica
Se encuentra en la India, Nueva Guinea, Sri Lanka, Nepal, China, Japón, Birmania, Tailandia, Malasia, Java, Sumatra, Borneo y Palawan.